# کشتی مین‌روب (فیلم)
کشتی مین‌روب (انگلیسی: Minesweeper) فیلمی در ژانر درام است که در سال ۱۹۴۳ منتشر شد.